# Roël Kuyvenhoven
Roël Kuyvenhoven (Amsterdam, 4 maart 1987) is een Nederlands hockeyster, die tot op heden (peildatum 31 oktober 2008) 3 veldinterlands (nul doelpunten) heeft gespeeld voor de nationale vrouwenploeg.
Kuyvenhoven maakte haar debuut voor Oranje op 18 mei 2008 in een met 3-1 gewonnen duel tegen China op het toernooi om de Champions Trophy 2008 te Mönchengladbach, Duitsland. Zij speelde voorts het duel tegen Argentinië (0-2) en de gewonnen halve finale tegen Australië (2-1). In de strijd om brons won Nederland op 25 mei 2008 met 3-0 van China. Na dit toernooi werd de middenveldster door bondscoach Marc Lammers niet geselecteerd voor de Olympische Spelen van Peking.
Kuyvenhoven startte haar hockeycarrière op zesjarige leeftijd bij Qui Vive. Een overstap naar Amsterdam volgde in de B-leeftijd. Na een oriëntatiejaar in Spanje, spelend bij Terrassa, koos ze in 2006 voor haar huidige club Pinoké.

## Belangrijkste prestatie
- Champions Trophy 2008 te Mönchengladbach (Dui)